# Żelice (Jarząbki)
Żelice – osada wsi Jarząbki w Polsce, położona w województwie zachodniopomorskim, w powiecie myśliborskim, w gminie Barlinek.
W latach 1975–1998 osada administracyjnie należała do województwa gorzowskiego.